# 白首盲鰻
白首盲鰻，（學名：Myxine jespersenae）為盲鳗科盲鰻屬的其中一種，分布於北大西洋格陵蘭西部、戴維斯海峽東部、丹麥海峽、雷克雅內斯海嶺和冰島東南部海域，為深海魚類，棲息深度752-1556公尺，體延長呈圓柱狀，體後方側扁，眼退化為皮膚所覆蓋，無上下頜，頭部白色，向後延伸成白色中腹側條紋，身體淺灰色，鰓囊對6個，軀幹孔65-74個、尾部孔11-15個，黏液孔總計107-121個，體長可達49.8公分，棲息在泥底質海域，屬肉食性，沒有交配器官，性腺位於腹膜腔內，卵巢位於性腺的前部，睾丸位於性腺的後部，若性腺的顱部發育，則動物成為雌性；若性腺的尾部發生分化，則動物成為雄性，生活習性不明。